# Fantasy on Japanese Woodprints
Fantasy on Japanse Woodprints is een compositie van de wereldcomponist Alan Hovhaness uit 1965. In principe is het werk geschreven voor de xylofoon, maar men kiest af en toe voor de marimba voor haar vollere klank.
De fantasie is gecomponeerd voor marimba of xylofoon als solo-instrument, begeleid door een symfonieorkest. Hij componeerde het werkje toen hij in Japan verbleef om aldaar de plaatselijke muziek te bestuderen; hij zou dat vaker doen. De muziek is geschreven volgens de Japanse kerktoonladders, waarbij de laatste drie minuten eruit springen. Het stuk begint direct met een drietal cadenzen voor het solo-instrument, in vrije tempo en ritme (senza misura). Deze cadenzen worden ondersteund door de strijkinstrumenten in “murmur” (onduidelijk getokkel). Tussen deze cadenzen door is het de beurt aan dwarsfluiten en hobo’s om in glissandoachtige bewegingen, dus met microtonen een mysterieus beeld te krijgen. Ookde harp doet daarin haar zegje. Het geheel blijft zich voortplanten in een adagioachtig tempo. Donkere en lichte stemmingen lossen elkaar af. De solist moet rap zijn met de handen; in eencadens zitten 32-ste noten (zeer kort). De maatsoort wijzigt van zesachtstemaat naar tweekwartsmaat (walsachtig naar marsachtig), maar de “griezelige” onderbrekingen komen steeds weer terug. De belangrijkste cadens wordt gevormd door het solo-instrument begeleid door taikodrums en pauken. Daarna is het de beurt aan de klarinet met een (relatief) lange solo wederom in 6/8-maat, de melodie doet hier Westers aan. Deze gaat zonder onderbreking over naar het solo-instrument, die achtereenvolgens door diverse blaasinstrumenten wordt begeleid. Het slotdeel wordt aangekondigd door hevig murmur in de strijkers, dat wordt overgenomen door glissanderende trombones. Een crescendo laat het opkomen; een decrescendo laat het weer verdwenen; de solist heeft wederom een aantal soli, soms weer allen begeleid door percussie. Het is opnieuw de trombone die zich daarin mengt, de trompet(ten) nemen dat over en het stuk gaat onder aanvoering van de strijkers in een accelerando naar een uitbundig eind.
Seiji Ozawa dirigeerde het Chicago Symphony Orchestra op 4 juli 1965 in de eerste uitvoering in Ravinia Park. Het zou daarna een succes blijven met diverse opnamen.

## Orkestratie
- marimba of xylofoon
- 3 dwarsfluiten, 2 hobo’s, 2 klarinetten, 2 fagotten
- 4 hoorns, 3 trompetten, 3 trombones, 1 tuba
- 1 stel pauken, 3 man / vrouw percussie; harp, celesta
- violen, altviolen, celli, contrabassen.

## Discografie (selectief)
- Uitgave BIS Records: Evelyn Glennie (soliste) met het Singapore Symfonie Orkest onder leiding van Lan Shui (opname 2001)
- Uitgave Delos: Seattle Symphony o.l.v. Gerhard Schwarz (juni 1994)
- Privé-uitgave van een vereniging van liefhebbers van marimbamuziek is een versie voor marimba, percussie en piano verschenen.